# Terminal Mountain
Terminal Mountain är ett berg i Kanada.   Det ligger i provinsen Alberta, i den centrala delen av landet, 3 100 km väster om huvudstaden Ottawa. Toppen på Terminal Mountain är 2 210 meter över havet. Terminal Mountain ingår i The Ramparts.
Terrängen runt Terminal Mountain är bergig åt nordost, men åt sydväst är den kuperad. Trakten runt Terminal Mountain är nära nog obefolkad, med mindre än två invånare per kvadratkilometer.. Närmaste större samhälle är Jasper Park Lodge, 13,1 km nordost om Terminal Mountain. 
Trakten runt Terminal Mountain består i huvudsak av gräsmarker.